# Google Checkout
Google Checkout 是 Google 提供的一种在线支付处理服务，旨在简化在线购买付款的过程。Google Checkout 于2013年11月20日停止服务，由 Google Wallet 代替。